# Blohm & Voss BV 141
Le Blohm & Voss Bv 141 est un avion militaire allemand de la Seconde Guerre mondiale ayant la particularité d'être asymétrique.

## Caractéristiques

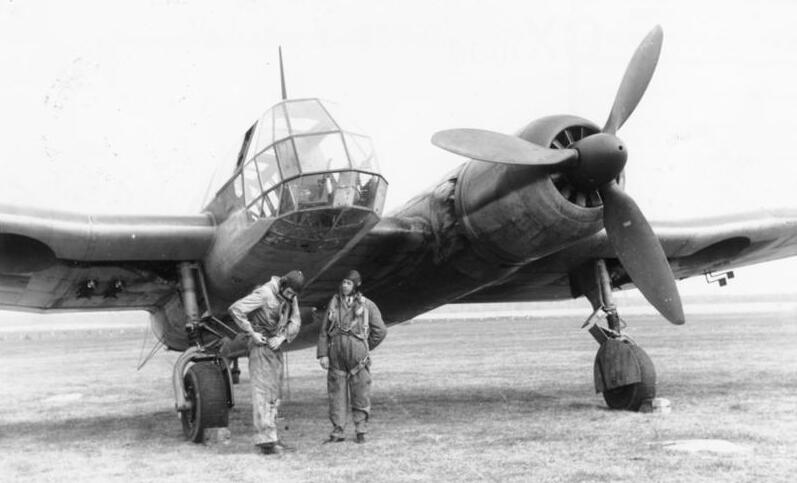
Un BV 141 en 1942

En février 1937, le Ministère de l'Aviation du Reich (RLM) lança un programme visant à fournir à la Luftwaffe un remplaçant au Henschel Hs 126, qui commençait tout juste ses essais. Le Technisches Amt donna la préférence au projet Arado Ar 198, de facture classique, mais décida de tester également deux projets plus révolutionnaires, les Blohm & Voss BV 141 et Focke-Wulf Fw 189. C'est ce dernier qui fut finalement choisi et produit en série, le prototype de l'Arado n'ayant pas répondu aux attentes. Le constructeur Blohm & Voss, bien que n'ayant pas été invité à participer, avait fait de sa propre initiative une proposition nettement plus radicale, conçue par l'ingénieur en chef Richard Vogt.
Il s'agit sans doute d'un des plus étranges avions jamais construits. Il était cependant facile à piloter, stable, la cabine sur l'aile droite lui donnait un excellent champ de vision devant, à droite et derrière, mais mauvais à gauche, puisqu'il y avait le moteur et le fuselage.
Il pouvait servir d'avion de liaison, pour produire des écrans de fumée, des attaques et bombardements au ras du sol, mais son principal emploi était la reconnaissance.
La Luftwaffe rejette la version A pour manque de puissance ; en réalité, un avion asymétrique n'inspirait pas confiance.
Il était néanmoins maniable et possédait (pour la version B) une vitesse de pointe étonnante pour cet avion particulier, la Luftwaffe accepta finalement la version B, mais il n'y en aura que cinq exemplaires de construits, alors qu'il en était prévu treize.
Pour différencier les deux versions, il faut savoir que sur la version A, l'empennage horizontal est symétrique, alors que sur la B il est asymétrique avec la partie gauche plus importante.

## Conception
La plus grande particularité du Bv 141 était son aspect asymétrique. Le concepteur avait décalé le poste de pilotage sur la droite, de sorte que l'observateur ait un excellent champ de vision vers l'avant, tout en conservant la simplicité d'un appareil monomoteur.
Le projet rival qui lui a été préféré, le Fw 189, en a toutefois réutilisé l'habitacle.
Le concepteur du Bv 141, Richard Vogt, proposa par la suite plusieurs autres modèles asymétriques, dont le P.194.01, mais aucun d'entre eux ne fut effectivement construit.